# Doris Wagner (Politikerin)

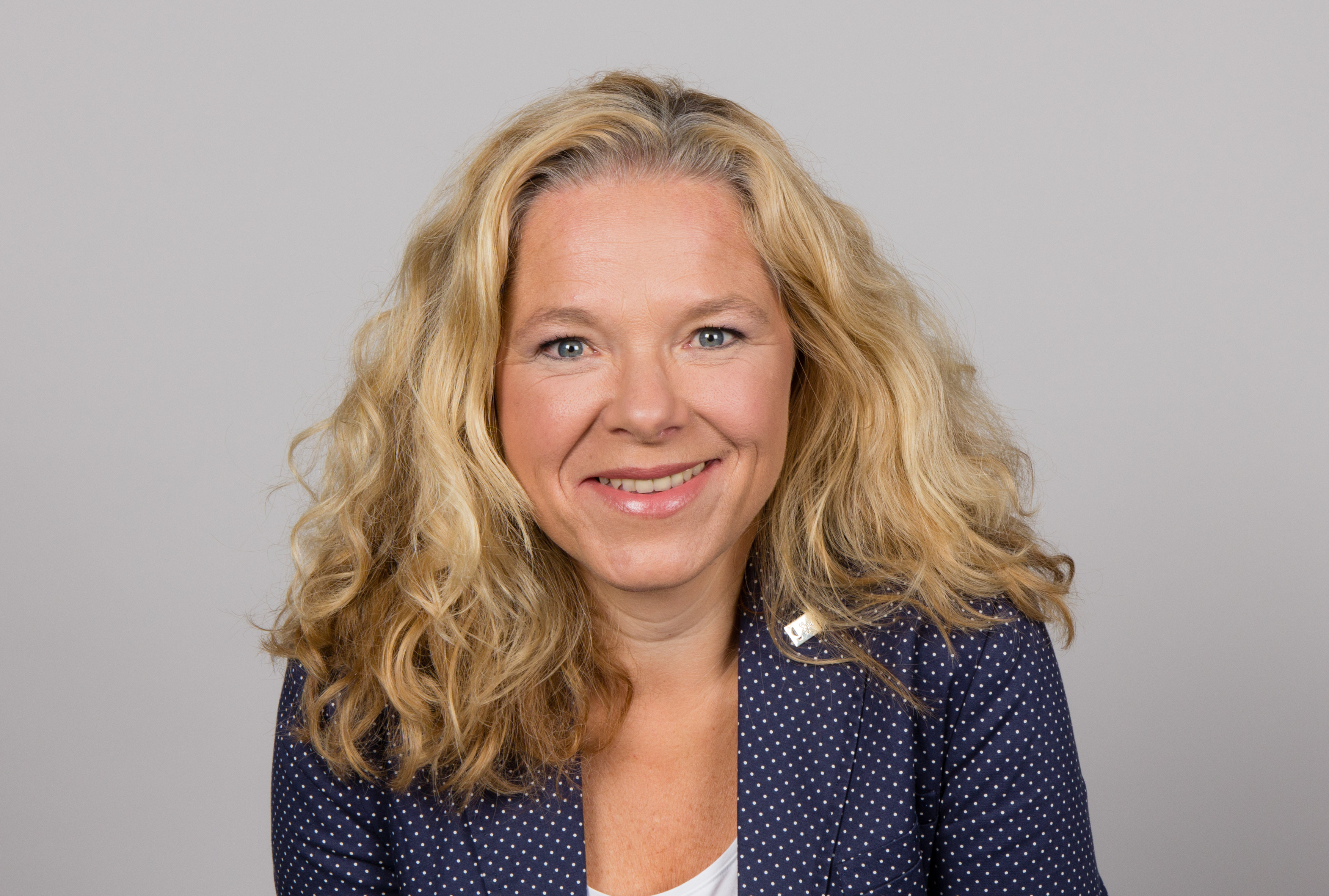
Doris Wagner (2014)

Doris Wagner (* 28. Januar 1963 in Bremen) ist eine deutsche Übersetzerin und war von 2013 bis 2017 Abgeordnete des 18. Deutschen Bundestags (Bündnis 90/Die Grünen).

## Leben
Doris Wagner wuchs in einfachen Verhältnissen als Tochter eines Arbeiters in einer Zigarettenfabrik und einer Krankenschwester auf. Sie besuchte die Schule in Bremen und legte dort 1982 die Abiturprüfung ab. Anschließend ging sie in Würzburg auf die Dolmetscher-Schule und machte dort 1985 den Abschluss als staatlich geprüfte Übersetzerin mit Schwerpunkt Wirtschaft. Danach war sie als Fremdsprachenkorrespondentin in England und in Italien tätig. Sie kehrte 1995 nach Deutschland zurück, schloss eine Ausbildung zur Textilbetriebswirtin ab und arbeitete in dieser Branche. Von 2002 bis 2009 war sie als Veranstaltungsagentin selbständig. Von 2009 bis 2013 leitete sie das deutsche Büro der Europaabgeordneten Barbara Lochbihler. Sie ist seit Januar 2019 Leiterin der Stabsabteilung Direktion bei der Messe München.

## Politik
Sie trat 2001 in die Partei Bündnis 90/Die Grünen ein und bekleidete zahlreiche Funktionen in der Partei. Sie war von 2010 bis 2013 in Elternzeitvertretung Frauenreferentin der bayerischen Grünen Partei. Wagner engagiert sich besonders für Gleichstellungsfragen. Sie war Sprecherin der Bundesarbeitsgemeinschaft für Frauenpolitik und Sprecherin des Landesarbeitskreises Frauen- und Gleichstellungspolitik in Bayern. Derzeit ist sie stellvertretende Sprecherin der Bundesarbeitsgemeinschaft für Frauenpolitik und Mitglied im Vorstand der Landesarbeitsgemeinschaft Europa, Frieden & Internationales Bayern. Zudem ist sie Teil des Expertenpools des Zentrum für Internationale Friedenseinsätze (ZIF).

## Abgeordnete
Bei der Bundestagswahl 2013 kandidierte sie im Wahlkreis München-Nord und zog über die Landesliste in den Bundestag ein. Dort war sie Sprecherin der Grünen-Fraktion für Demografiepolitik und Obfrau im Ausschuss für Familie, Senioren, Frauen und Jugend. Außerdem war Wagner Ordentliches Mitglied im Verteidigungsausschuss und ordentliches Mitglied der Interparlamentarischen Konferenz für die GASP/GSVP (Gemeinsame Außen- und Sicherheitspolitik/Gemeinsame Sicherheits- und Verteidigungspolitik). 
Bei der Bundestagswahl 2017 wurde Wagner auf Platz 13 der Landesliste der bayerischen Grünen gewählt und verpasste den Wiedereinzug in den Bundestag knapp, da die Partei in Bayern nur elf Mandate erzielen konnte.
Doris Wagner trat bei der Bundestagswahl 2021 erneut als Direktkandidatin im Wahlkreis München-Nord an, konnte das Direktmandat jedoch knapp nicht erringen. Auch über Platz 27 der Landesliste verpasste sie den Einzug in den Deutschen Bundestag.

## Politische Positionen
In der Grünen Bundestagsfraktion leitete Doris Wagner die AG Demografie. Sie war somit federführend bei der Entwicklung der Grünen Demografiestrategie und der Formulierung des Positionspapiers „Heute gemeinsam für ein gutes Morgen – Den demografischen Wandel gestalten“. Das Positionspapier fordert unter anderem eine Absenkung des Wahlalters auf 16 Jahre, flexiblere Arbeitszeitmodelle, die Förderung von lebenslangem Lernen und eine bessere Bezahlung von Pflegekräften. Im Februar 2017 forderte Wagner die Bundesregierung zu einer ambitionierteren Demografiepolitik auf. Dazu solle eine neue Stabsstelle im Kanzleramt geschaffen werden, die mit einer Vetomöglichkeit in Demografiefragen ausgestattet wäre. Außerdem forderte sie ein Einwanderungsgesetz sowie eine Reform des Integrationsgesetzes.
Als Mitglied im Verteidigungsausschuss setzte sich Wagner unter anderem für ein restriktiveres Rüstungsexportkontrollgesetz ein.
In der Verkehrspolitik fordert Wagner eine Verkehrswende mit einem Fokus auf den Ausbau von Wasserstraßen und Bahnstrecken, einer Förderung von Elektromobilität und einer leichteren Einführung von Fahrradstraßen. Sie erhofft sich von der Automobilindustrie eine Entwicklung von anderen Antriebsformen als dem Verbrennungsmotor aber fordert auch eine Förderung des Industriestandorts Deutschland.